# Memorial Józef Grundmann i Jerzy Wizowski
El Memorial Józef Grundmann i Jerzy Wizowski és una cursa ciclista d'un dia que es disputa a Polònia. Des del 2014 forma part de l'UCI Europa Tour.

## Palmarès
| Any  | Vencedor              | Segon               | Tercer                |
| ---- | --------------------- | ------------------- | --------------------- |
| 1984 | Ryszard Szurkowski    |                     |                       |
| 2002 | Alexei Nakazny        |                     |                       |
| 2004 | Krzysztof Rzepecki    |                     |                       |
| 2005 | Mateusz Rybczynski    |                     |                       |
| 2006 | Daniel Czajkowski     |                     |                       |
| 2007 | Daniel Czajkowski     |                     |                       |
| 2008 | Marcin Sapa           |                     |                       |
| 2009 | Kamil Zieliński       |                     |                       |
| 2011 | Mateusz Taciak        |                     |                       |
| 2012 | Mariusz Witecki       | Mieszko Bulik       | Łukasz Owsian         |
| 2013 | Vojtěch Hačecký       | Mieszko Bulik       | Kamil Zieliński       |
| 2014 | Błażej Janiaczyk      | Bartłomiej Matysiak | Łukasz Bodnar         |
| 2015 | Adam Stachowiak       | Łukasz Owsian       | Artur Detko           |
| 2016 | Vojtěch Hačecký       | Tomasz Kiendyś      | Pawel Charucki        |
| 2017 | Alan Banaszek         | Konrad Geßner       | Sylwester Janiszewski |
| 2018 | Lukasz Owsian         | Mateusz Komar       | Marek Rutkiewicz      |
| 2019 | Sylwester Janiszewski | Kamil Małecki       | Tobiasz Pawlak        |